# Kathryn Watt
Kathryn Anne Watt (Warragul, 11 de septiembre de 1964) es una deportista australiana que compitió en ciclismo en las modalidades de ruta y pista.
Participó en dos Juegos Olímpicos de Verano, en los años 1992 y 1996, obteniendo en total dos medallas, ambas en Barcelona 1992, oro en carretera, en la prueba de ruta, y plata en pista, en persecución individual.
Ganó una medalla de bronce en el Campeonato Mundial de Ciclismo en Ruta de 1995, en la prueba de contrarreloj.

## Medallero internacional

### Ciclismo en ruta
| Juegos Olímpicos   | Juegos Olímpicos   | Juegos Olímpicos  | Juegos Olímpicos |
| Año                | Lugar              | Medalla           | Competición      |
| ------------------ | ------------------ | ----------------- | ---------------- |
| 1992               | Barcelona (España) | Medalla de oro    | Ruta             |
| Campeonato Mundial |                    |                   |                  |
| Año                | Lugar              | Medalla           | Competición      |
| 1995               | Duitama (Colombia) | Medalla de bronce | Contrarreloj     |

### Ciclismo en pista
| Juegos Olímpicos | Juegos Olímpicos   | Juegos Olímpicos | Juegos Olímpicos       |
| Año              | Lugar              | Medalla          | Competición            |
| ---------------- | ------------------ | ---------------- | ---------------------- |
| 1992             | Barcelona (España) | Medalla de plata | Persecución individual |